# Joe Bennett
Joseph Bennett (Rochdale, Inglaterra, 28 de marzo de 1990), conocido como Joe Bennett, es un futbolista británico que juega de defensa y se encuentra sin equipo tras abandonar el Oxford United F. C.

## Trayectoria
Es aborigen de Rochdale Manchester, Greater pero se trasladó al Este del Norte cuando tenía 10 años. Asistió a la escuela primaria Great Ayton y la escuela secundaria Stokesley. Fue descubierto por los ojeadores Boro cuando jugaba en Hungry Jacks de Northallerton como un colegial. Sin embargo, sufrió un revés al ser esencialmente se redujo en Boro cuando en los menores de 15 años. Tenía un juicio sin éxito con el Newcastle United y después de un año atrás en el Sunday liga de fútbol fue contratado de nuevo en el Riverside.
Después de algunas actuaciones impresionantes en las reservas y la pretemporada, Bennett consiguió un contrato profesional de dos años y nombrado en el primer equipo por primera vez. Su progreso continuó y después de aparecer en el verano Algarve torneo fue nombrado en el banquillo durante varios partidos de Premier League. Hizo su debut en el primer equipo fuera de West Ham United en el último partido de la temporada 2008-09 y se le entregó una nueva prórroga de tres años del contrato en agosto de 2009.
Como miembro del primer equipo, Bennett hizo su primera aparición en la temporada 2009-10 en la pérdida de distancia en el Nottingham Forest en la Copa de la Liga, viniendo desde el banquillo en el tiempo extra y comenzó su primer partido, en el lateral izquierdo, lejos a Coventry City. Durante la era de Gordon Strachan como gerente en el Middlesbrough, Bennett admitió sentirse abajo con su fútbol. Le pidió dejar el club en calidad de préstamo, pero su petición fue rechazada. La llegada de Tony Mowbray lo vio convertido en un habitual en los primeros 11, como Mowbray Bennett trató de jugar un papel Clichy / Cole en Middlesbrough F.C.. Bennett firmó un 4 y un nuevo contrato de un año medio en enero de 2011, extendiendo su estadía hasta junio de 2015.
El 29 de agosto de 2012, después de hacer 84 aperturas con Middlesbrough F.C. en 4 años en el estadio Riverside, Joe Bennett completó su transferencia al club de la Liga Premier Aston Villa. El periódico Daily Mail reportó la tasa en £ 2.75 millones. En una entrevista con el sitio web oficial del Aston Villa Bennett dijo esto era un sueño hecho realidad en unirse a un club enorme, con una base de fanes enorme en el Aston Villa y tenía ganas de jugar delante de la multitud Villa Park. Hizo su debut el 22 de septiembre de 2012, de entrar como sustituto de Eric Lichaj contra Southampton.

## Clubes
| Club                            | Season       | League | League | FA Cup | FA Cup | League Cup | League Cup | Other | Other | Total | Total |
| Club                            | Season       | Apps   | Goals  | Apps   | Goals  | Apps       | Goals      | Apps  | Goals | Apps  | Goals |
| ------------------------------- | ------------ | ------ | ------ | ------ | ------ | ---------- | ---------- | ----- | ----- | ----- | ----- |
| Middlesbrough                   | 2008–09      | 1      | 0      | 0      | 0      | 0          | 0          | 0     | 0     | 1     | 0     |
| Middlesbrough                   | 2009–10      | 12     | 0      | 0      | 0      | 1          | 0          | 0     | 0     | 13    | 0     |
| Middlesbrough                   | 2010–11      | 31     | 0      | 1      | 0      | 1          | 0          | 0     | 0     | 33    | 0     |
| Middlesbrough                   | 2011–12      | 41     | 1      | 2      | 0      | 2          | 0          | 0     | 0     | 45    | 1     |
| Aston Villa                     | 2012–13      | 25     | 0      | 2      | 0      | 2          | 0          | 0     | 0     | 29    | 0     |
| Aston Villa                     | 2013–14      | 5      | 0      | 0      | 0      | 1          | 0          | 0     | 0     | 6     | 0     |
| Aston Villa                     | 2015–16      | 0      | 0      | 0      | 0      | 1          | 1          | 0     | 0     | 1     | 1     |
| Brighton & Hove Albion (cedido) | 2014–15      | 41     | 1      | 1      | 0      | 0          | 0          | 0     | 0     | 42    | 1     |
| Bournemouth (cedido)            | 2015–16      | 0      | 0      | 0      | 0      | 0          | 0          | 0     | 0     | 0     | 0     |
| Career total                    | Career total | 156    | 1      | 6      | 1      | 8          | 1          | 0     | 0     | 185   | 3     |